# Александар Братчиков
Александар Братчиков (рус. Александр Сергеевич Братчиков; Москва, 21. јул 1947) био је совјетски атлетски репрезентативац у трчању на 200 м, 400 м и са штафетом 4 х 400 м, светски рекордер. Такмичио се крајем 1960-их и почетком 1970-их година.

## Значајнији резултати
Рођен у Москви, а одрастао  у селу Морозов-Борки. 
На Европском јуниорским играма 1966. у Одеси освојио је две златне медаљеу на 400 м и са штафетом 4 х 400 м. На Европским играма у дворани (претечама Европских атлетских првенстава у дворани) 1967. освојио је златну и сребрну медаљу у штафетним тркама.,На Европским играма у дворани 1968. освојио је сребрну медаљу на 400 м, као и бронзану медаљу у штафети.. Сребрна медаља са штафетом уследила је на Европским играма у дворани 1969. На 9. Европском првенству на отвореном 1969. завршио је на петом месту на 400 метара и освојио сребрну медаљу са  штафетом  4 к 400 метара..
На 1. Европском првенству у дворани 1970., совјетска штафета 4 х 400 метара освојила је златну медаљу и резултатом 3:05,9 поставила светски рекорд у дворани. Штафета је трчала у саставу:Јевгениј Борисенко, Јуриј Зорин,Борис Савчук и Александар Братчиков. На овом првенству Братчиков је освојио и златну медаљу на 400 метара.
Освојио је бронзану медаљу на 400 метара на Европском првенству у дворани 1971. у Софији. а са штафетом 4 к 400 метара освојио је сребрне медаље.. У лето је завршио седми на 400 метара на Европском првенству 1971. у Хелсинкију..
Године 1969. постао је совјетски првак на 200 и 400 метара. Титулу на 400 метара поновио је 1971.
За развој дисиплине (400 м) у јуниорском и сениорском добу и за врхунска спортска достигнућа на Европском првенству у Бечу, додељено му је 1970. звање „Почасни мајстора спорта СССР”.

### Рекорди
| Дисциплина | Дисциплина   | Резултат | Место | Датум               |
| ---------- | ------------ | -------- | ----- | ------------------- |
| 400 м      | на отвореном | 45,9     | Атина | 18. септембар 1969. |
| 400 м      | у дворани    | 46,6     | Беч   | 15. март 1970.      |